# Nabu

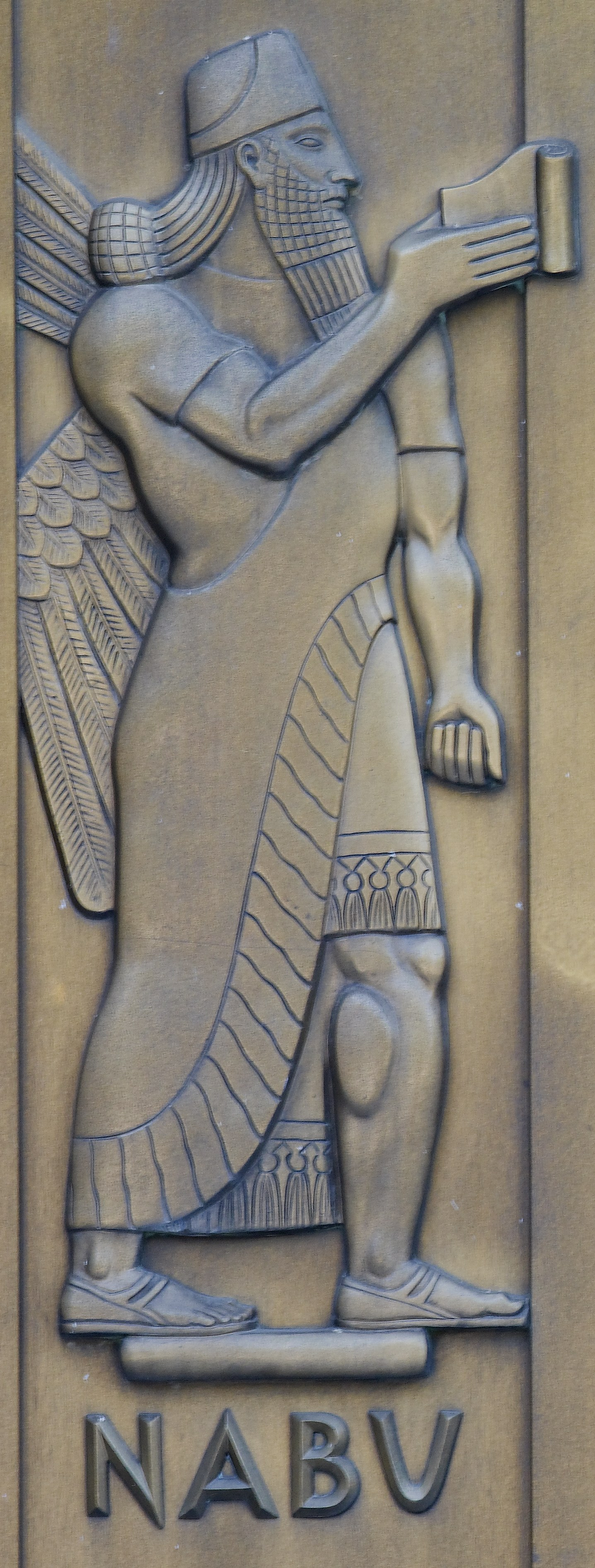
Uma imagem do Deus Nabu, arte em alto-relevo de Lee Lawrie em edifício da Biblioteca do Congresso Americano

Nabu é uma divindade da mitologia suméria. É o deus da escrita e da sabedoria. É o filho de Marduque e casado com Tasmetum.
É mencionado na Bíblia como Nebo.